# Koreček

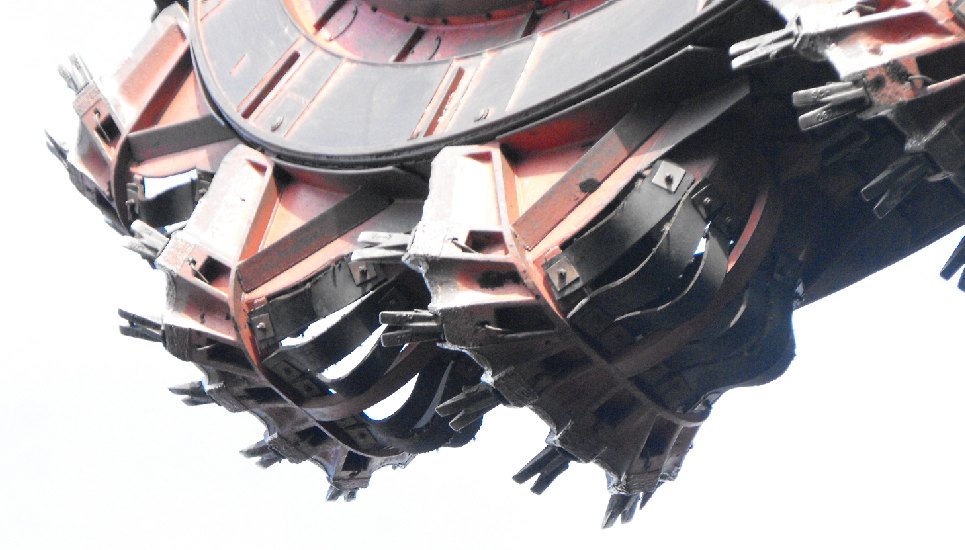
Korečky kolesového rypadla

Koreček je speciální nádoba, umístěná na laně, řetězu či kole, která slouží k přemisťování nebo oddělování materiálu. Je součástí kolesového rypadla, korečkového rypadla nebo korečkového dopravníku. Největší korečky rypadel v povrchových dolech mají objem přes 1m3.